# Aerotitan
Aerotitan („vzdušný titán“) byl rod velkého, pravděpodobně azdarchidního pterodaktyloidního ptakoještěra, který žil v období pozdní svrchní křídy (geologický stupeň maastricht, asi před 70 miliony let) na území dnešní Argentiny (provincie Neuquén).

## Objev a popis
Fosilní materiál ze sedimentů souvrství Allen byl objeven v lokalitě Bajo de Arriagada v argentinské Patagonii. Holotyp s označením MPCN-PV 0054 představuje fragment rostra s délkou 26,4 cm. Celkové rozpětí křídel pak dle odhadů činilo kolem 5 metrů. "Zobák" tohoto ptakoještěra byl protáhlý a transverzálně zploštělý. Formálně byl tento pterosaur popsán roku 2012 mezinárodním týmem paleontologů (mezi nimi i slovenským vědcem Martinem Kundrátem) a dostal vědecké jméno Aerotitan sudamericanus. Rodové jméno zanemá "vzdušný titán", druhové "jihoamerický". Jedná se totiž nejspíš o prvního azdarchoida, známého z Jižní Ameriky.
Jednalo se patrně o masožravce nebo všežravce, který podobně jako jeho příbuzní lovil drobné obratlovce ve vzduchu, na souši i ve vodě. Nejspíš se jednalo o velmi výkonného letce, schopného urazit dlouhé vzdálenosti v relativně krátké době.

## Klasifikace
Podle autorů studie se jednalo o zástupce čeledi Azdarchidae, v roce 2018 však vyšla další vědecká studie, v níž je tento taxon označen za zástupce čeledi Thalassodromidae.